# Helolampis satipoana
Helolampis satipoana är en insektsart som beskrevs av Marius Descamps 1983. Helolampis satipoana ingår i släktet Helolampis och familjen Romaleidae. Inga underarter finns listade i Catalogue of Life.